# Esther Chebet
Pour les articles homonymes, voir Chebet.
Esther Chebet, née le 10 septembre 1997, est une athlète ougandaise.

## Carrière
Esther Chebet est éliminée en séries du 1 500 mètres féminin aux championnats du monde d'athlétisme 2017 à Londres.
Elle est médaillée de bronze par équipes aux Championnats du monde de cross-country 2019 à Aarhus.
Elle remporte la médaille de bronze du 1 500 mètres aux Championnats d'Afrique d'athlétisme 2024 à Douala.